# Classe Chikugo
La classe Chikugo è stata importante per la Forza di Autodifesa Giapponese.
Identificate come DE, ovvero cacciatorpediniere di scorta, esse sono in effetti delle fregate leggere/corvette, comunque rappresentano la linea evolutiva delle piccole unità navali del periodo bellico, più piccole, meno armate e veloci dei cacciatorpediniere di squadra, ma adatte a difendere i convogli e alla caccia ASW, con quel tanto di velocità, armamento e sensori per svolgere bene il loro compito e difendersi dagli attacchi, per un costo complessivo molto inferiore rispetto a quello di un caccia.
Il loro progetto prevedeva navi pesantemente armate per il compito ASW (Anti-Submarine Warfare), buon bordo libero, sovrastrutture raggruppate in 2 blocchi, con la plancia in quello anteriore e il fumaiolo per quello posteriore.
La propulsione era affidata a soli motori diesel, per garantire un'autonomia e sicurezza di funzionamento elevata, e grazie alle buone linee dello scafo, la velocità si è rivelata certamente ragionevole, a mezza strada tra le qualità tipiche dei vecchi pattugliatori tipo corvetta, come le navi classe Gabbiano, e quelle delle navi di squadra, oltre 30 nodi: i 25 nodi che i DE del periodo bellico solitamente raggiungevano sono quindi replicati anche su queste navi. In origine, i motori erano Mitsubishi, ma prodotti su licenza, ma nelle navi più recenti della classe sono diventati un progetto nazionale, della divisione motori marini, la Mitsui.
L'armamento era incentrato sul lanciatore ASROC, sistemato a poppa. Da notare, a questo proposito, che le navi della classe sono state progettate per questo armamento, ed esse hanno avuto il record mondiale per essere le unità più piccole che abbiano mai avuto tale armamento (che ha l'ingombro di una torre da 127 mm). I razzi ASROC hanno solo siluri Mk 46, non anche le cariche nucleari delle navi USA, e vengono sparate solitamente in coppia. Non vi sono ricariche per il lanciatore ottuplo.
Il resto dell'armamento era assai limitato, con una torre binata a prua da 76 mm e una a poppa da 40 mm, e 2 tls. tripli da 324 mm.
La dotazione elettronica era piuttosto congrua, e costituita da apparati nazionali o prodotti su licenza, un notevole salto in avanti per l'indipendenza giapponese in tali campi. Solo il cannone di prua aveva un radar apposito, per consentire appieno lo sfruttamento della gittata di 13 km e la cadenza di 90 c/min. La torre a poppa era invece dotata di una centralina Mk51, basata solo su apparati ottici. In termini di sistemi ASW, l'introduzione del sonar VDS, dopo alcuni anni di servizio, ha aumentato molto l'efficienza delle navi nella ricerca ASW.
Le 11 Chikugo hanno prestato servizio per molti anni come le principali navi della categoria della marina giapponese, usate nel difficile fronte del Pacifico e del Mar del Giappone, fronteggiando la flotta sovietica del Pacifico e anche quella cinese, entrambe ricce di sommergibili. L'ASROC è stato un valido deterrente su queste navi giapponesi, anche se la difesa antiaerea e antinave era in gran parte sacrificata alla missione primaria.

## Unità classe Chikugo
| Pennant number | Name    | Impostazione      | Varo              | Entrata in servizio | Radiazione      |
| -------------- | ------- | ----------------- | ----------------- | ------------------- | --------------- |
| DE-215         | Chikugo | 9 dicembre 1968   | 13 gennaio 1970   | 31 luglio 1971      | 15 aprile 1996  |
| DE-216         | Ayase   | 5 dicembre 1969   | 16 settembre 1970 | 20 maggio 1971      | 1º agosto 1996  |
| DE-217         | Mikuma  | 17 marzo 1970     | 16 febbraio 1971  | 26 agosto 1971      | 8 luglio 1997   |
| DE-218         | Tokachi | 11 dicembre 1970  | 25 novembre 1971  | 17 maggio 1972      | 15 aprile 1998  |
| DE-219         | Iwase   | 6 agosto 1971     | 29 giugno 1972    | 12 dicembre 1972    | 16 ottobre 1998 |
| DE-220         | Chitose | 7 ottobre 1971    | 25 gennaio 1973   | 31 agosto 1973      | 13 aprile 1999  |
| DE-221         | Niyodo  | 20 settembre 1972 | 28 agosto 1973    | 28 febbraio 1974    | 24 giugno 1999  |
| DE-222         | Teshio  | 11 luglio 1973    | 29 maggio 1974    | 10 gennaio 1975     | 27 giugno 2000  |
| DE-223         | Yoshino | 28 settembre 1973 | 22 agosto 1974    | 6 febbraio 1975     | 15 maggio 2001  |
| DE-224         | Kumano  | 29 maggio 1974    | 24 febbraio 1975  | 19 novembre 1975    | 18 maggio 2001  |
| DE-225         | Noshiro | 27 gennaio 1976   | 23 dicembre 1976  | 30 giugno 1977      | 13 marzo 2003   |